# 久谷村
久谷村（くたにむら）は愛媛県の中予地方にあった村である。現在の松山市の最南部に位置する地域にあり、純然たる農山村地域であった。旧街道上に位置し、村内には四国八十八カ所巡礼札所46番浄瑠璃寺と47番八坂寺がある。

## 地理

### 地形

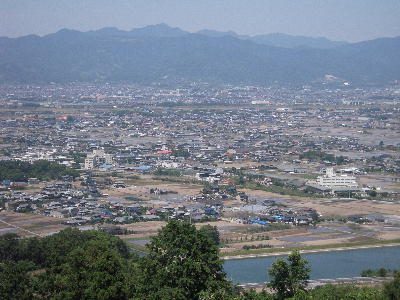
北東方向を望む。（2009年6月12日撮影）

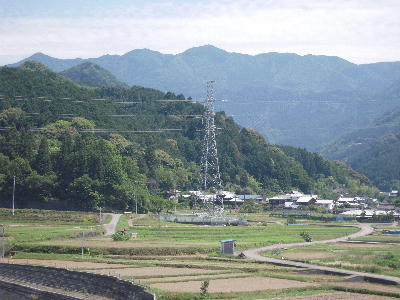
南方向を望む。中央の最も高い山は黒森山 (1154m)。（2009年6月12日撮影）

- 地形は南北に長く、東西に短い長方形である。南側は、黒森山など1000m級の急峻な山地よって久万高原町(現在)と区画されており、東西は四国山地から北方向に伸びる山によって砥部町(西側)と東温市(東側)に区画されている。北側は開けており、重信川を隔てて松山平野に続く。面積は44.55 km²あり、南北は約11 km、東西は約3.7 kmほどである。
- 地形は、南側ほど標高が高く、かつ狭隘である。最も高い集落は412mある。北側は標高が50m程度となり、かつ開けている。中心部を御坂川が流れており、地域内各所に河岸段丘が認められる。約70％が山地で、その他は水田や畑地となっている。
- 地質学的には、平地が沖積堆積物、山地が和泉砂岩層群である。南部の山地は中央構造線が走っており、これを境にして石鎚層群など複雑な構造となっている。
- 気候は年間を通じて平均気温15℃と温暖であり、平均年間1400mm程度と降水量が少ない(昭和36~41年のデータ)。このため、村内には多数のため池がある。南部の山間部では、冬季積雪することがある。

## 歴史

### 年表
- 1956年（昭和31年）9月30日 - 旧荏原村と旧坂本村が合併して誕生した。愛媛県の中央より少し北よりで、温泉郡の西部に位置している。
- 1957年（昭和32年） - 伊予鉄バス久谷線開設。
- 1960年（昭和35年）4月1日 - 荏原・坂本両中学校の統合により久谷中学校開校。
- 1963年（昭和38年）3月27日 - 文教村宣言をおこなう。
- 1965年（昭和40年）10月1日 - 城南農協発足（現・えひめ中央農協城南経済統括センター）。
- 1966年（昭和41年）4月17日 - 久谷村で開催された第17回全国植樹祭に昭和天皇・香淳皇后臨席[1]。
- 1967年（昭和42年）
  - 9月30日 - 合併10周年記念式典と役場庁舎（住民センター）落成式挙行。
  - 12月21日 - 久谷村議会に松山市との合併研究調査特別委員会を設置。
- 1968年（昭和43年）
  - 6月17日 - 久谷村・松山市両議会で合併に関する諸議案可決。
  - 6月19日 - 松山市との合併協定調印式が行われる。
  - 10月24日 - 久谷村閉村。
  - 10月25日 - 松山市に編入合併。

### 系譜
```
久谷村の系譜
　（明治期）
　　　　　 荏原村 　　━━━┓ 
　　　　　　　　　　　　　　┃（昭和31年9月30日合併）
　　　　　　　　　　　　　　┣━━　久谷村　━━┓
　　　　　　　　　　　　　　┃　　　　　　　　　┃
　　　  　　　　　　　　　　┃　　　　　　　　　┃
　　　　　　坂本村　　━━━┛　　　　　昭和43年10月25日松山市に編入

（注記）荏原村、坂本村成立以前の系譜については、それぞれの村の記事を参照のこと。

```

## 行政

### 歴代村長
| 代    | 氏名     | 在任期間                        | 備考         |
| ----- | -------- | ------------------------------- | ------------ |
| 初代  | 水口通文 | 1956年10月25日 - 1960年04月19日 | 在任中に死去 |
| 第2代 | 水口三郎 | 1960年05月22日 - 1964年05月21日 |              |
| 第3代 | 水口三郎 | 1964年05月22日 - 1968年05月21日 | 無投票当選   |
| 第4代 | 水口三郎 | 1968年05月22日 - 1968年10月24日 | 無投票当選   |

### 地域
合併以前の11の大字がそのまま久谷村の大字となり、松山市に編入の直前の1968年（昭和43年）9月大字上野の一部が分割し大字上川原となり、計12の大字が存在した。松山市に編入合併後、大字浄瑠璃寺が浄瑠璃町に、大字河原が大橋町となった。その他の大字はそのまま町名となった。

## 教育
文教村宣言をするなど教育に熱心であった。

### 中学校

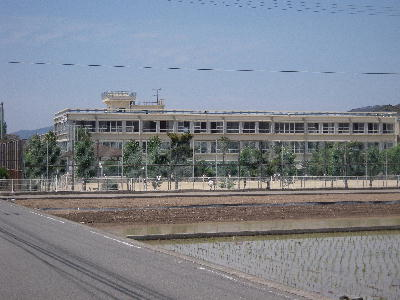
久谷中学校の校舎。この建物は建築当時のもの。

- 久谷村立久谷中学校（閉村時）

1960年（昭和35年）4月に、村内にあった荏原中学校と坂本中学校を統合して開校した。ただし、校舎は従前と同じ荏原小学校と坂本小学校の中に分教場として置かれ、統合後の新築校舎は、昭和37年4月に当時としては珍しかった鉄筋コンクリート３階建ての校舎が建築された。その後、順次体育館、プール等が建築されていった。村の一大事業であった。場所は、荏原地区と坂本地区の中間付近が選ばれた。

### 小学校
- 久谷村立荏原小学校（閉村時）
- 久谷村立坂本小学校（閉村時）

## 名所・旧跡

### 主な寺院
- 浄瑠璃寺（大字浄瑠璃寺：四国八十八箇所第46番札所）
- 八坂寺（大字浄瑠璃寺：四国八十八箇所第47番札所）
- 大蓮寺（大字東方）
- 文殊院（大字恵原町）
- 安楽寺（大字津吉）
- 心行寺（大字東方）
- 円福寺（大字窪野）

### 主な神社
- 大宮八幡神社（大字上野字今市）
- 徳川神社（大字津吉字徳山）
- 諏訪神社（大字恵原町）

### 主な城郭・館
- 荏原城跡（大字恵原町）